# August Erker
August Casimir „Gus“ Erker (* 24. Oktober 1879 in Pfaffenwiesbach; † 29. November 1951 in St. Louis) war ein deutsch-US-amerikanischer Ruderer. 
Bei den Olympischen Spielen 1904 in St. Louis siegten in den fünf olympischen Bootsklassen ausschließlich Boote aus den Vereinigten Staaten. Vier Siegerboote kamen von Rudervereinen der Ostküste. Lediglich im Vierer ohne Steuermann stammten alle drei teilnehmenden Boote aus der gastgebenden Stadt St. Louis. Das Boot des Century Boat Club mit Arthur Stockhoff, August Erker, George Dietz und Albert Nasse siegte mit zwei Bootslängen Vorsprung vor dem Boot des Mound City Rowing Club.
August Erker war im Alter von dreizehn Jahren mit seinen Eltern aus Deutschland in die Vereinigten Staaten gekommen. Ihm fehlte ein Auge, was ihn beim Rudern aber nicht behinderte.